# Internationaal Exlibriscentrum
Het Internationiaal Exlibriscentrum, opgericht in 1975, was gehuisvest in de stedelijk musea van Sint-Niklaas (SteM) en heeft een rijke collectie aan ex libris. Het was de enige officiële instelling in België die het ex libris als exclusief werkterrein heeft. In november 2019 is de werking van het centrum stopgezet.

## Geschiedenis

### Voorgeschiedenis
Het ex libris won veel aan bekendheid als gevolg van een tentoonstelling in oktober 1900 in het gebouw van het gerechtshof in Antwerpen. Deze tentoonstelling werd georganiseerd door de Conferentie van de Jonge Antwerpse Balie (de Conférence du Jeune Barreau). Vijfendertig exposanten toonden zo'n 2500 ex libris uit de periode 1450 tot 1900.
Een laat vervolg op deze tentoonstelling was de oprichting van de Association belge des Collectionneurs et Dessinateurs d'Ex-Libris (A.B.C.D.E.) in Brussel in 1919. De vereniging was sterk verbonden aan het Brusselse "Muséé du Livre". Ondanks mooie resultaten op internationale tentoonstellingen leidde het een kwijnend bestaan na de sluiting van het museum. In 1956 werd nog een kunstmap uitgegeven maar in 1975 werden de archivalia overgedragen aan Internationaal Exlibriscentrum en was de vereniging definitief ten einde.
In 1937 werd de Antwerpsche Ex-Libris Kring (A.E.K.) opgericht. Deze kring had veel last van de oorlogsomstandigheden maar wist toch te overleven. In 1955 organiseerde hij - samen met het kwijnende A.B.C.D.E. - het derde Europees Exlibriscongres in 1955 te Antwerpen. Het laatste teken van leven was de uitgave van een kunstmap in 1964.
in 1944 werd Brugsche kring voor Boek en Prent (BKBP) opgericht in navolging van de A.E.K.. Net zo als de eerder genoemde vereniging organiseerde het tentoonstellingen en gaf kunstmappen uit maar reeds in 1956 stopte de kring zijn activiteiten.

### Internationaal Exlibriscentrum

#### Ontstaan en collectie
Het Internationaal Exlibriscentrum is opgericht op 15 maart 1975 te Sint-Niklaas. Hierbij speelde Gerard Gaudaen een grote rol. Deze oprichting was het begin van een band tussen de stad Sint-Niklaas en het ex libris. Het centrum is gestart met het verwerven van de collectie Rhebergen. Doorheen de jaren is de collectie aangegroeid door aankopen en schenkingen. Op het hoogtepunt bestond de collectie uit 160.000 bladen ex libris en gelegenheidsgrafiek, van 5.500 verschillende kunstenaars uit zes eeuwen en uit 50 landen. Door deze uitgebreide collectie was het centrum wereldbekend.

#### Grafiekbiënnale
Van 1977 tot november 2019 organiseerde het centrum wedstrijden voor ex librissen en andere soorten kleine prenten. Eerst werden deze wedstrijden op nationaal niveau georganiseerd en vanaf 1979 waren deze wedstrijden georganiseerd op internationaal niveau. Een selectie uit de wedstrijd werd tentoongesteld tijdens de grafiekbiënnale. Deze wedstrijd werd georganiseerd om het authentieke ex libris te blijven stimuleren. De prijzen werden uitgereikt door het stadsbestuur van Sint-Niklaas en het Internationaal Exlibriscentrum.

#### SteM Sint-Niklaas en stopzetting
De stedelijke musea (SteM) van Sint-Niklaas groeperen drie musea: SteM Zwijgershoek, Mercatormuseum en de Salons voor Schone Kunsten. Het Internationaal Exlibriscentrum was gevestigd in het Zwijgershoekmuseum. De tentoonstellingen vonden plaats in de Gerard Gaudaenzaal, voor een bezoek aan het centrum zelf moet een afspraak gemaakt worden.
Sinds november 2019 is de werking van het museum stopgezet door een gebrek aan bezoekers. De collectie wordt bewaard in het SteM Zwijgershoek en is niet meer toegankelijk voor het publiek. Enkel voor wetenschappelijke studies is de collectie nog beschikbaar. Ook de tweejaarlijkse wedstrijden werden stopgezet. De toekomst van de collectie is nog onzeker.

## Topstukken

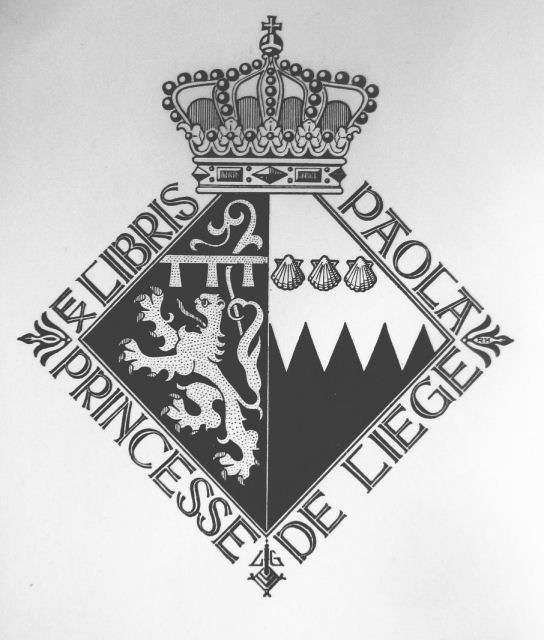
Prinses Paola
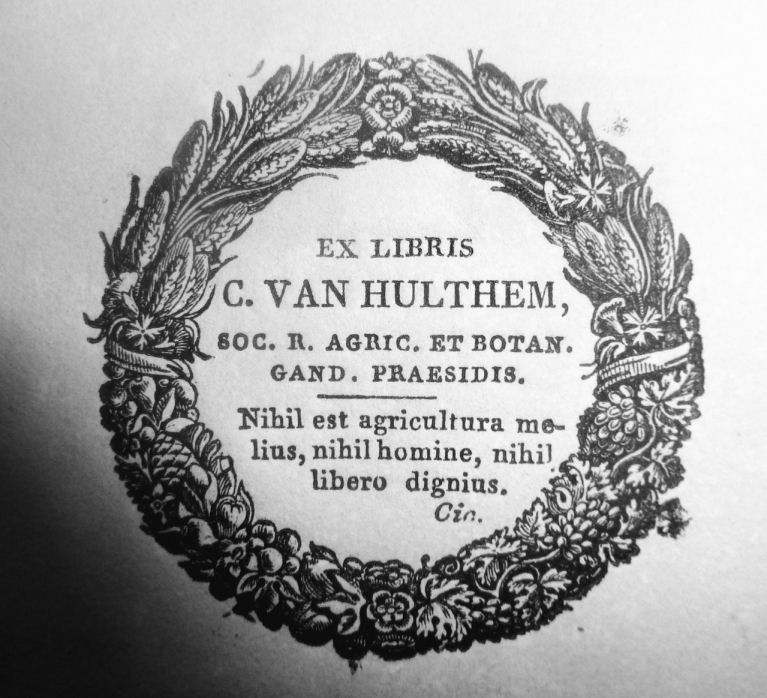
Karel van Hulthem
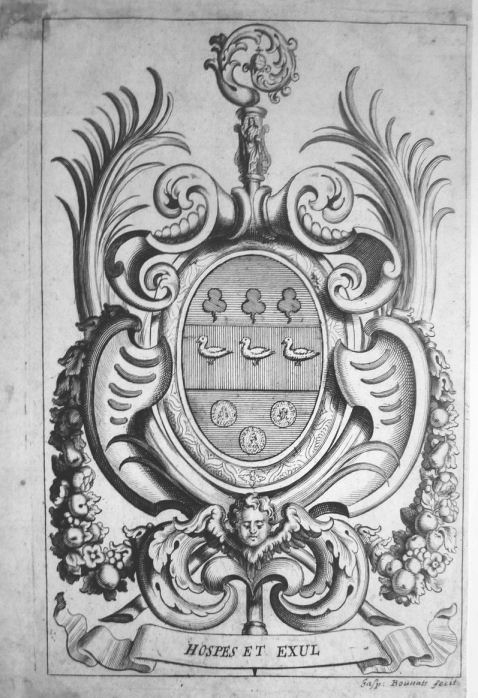
Wapenschild Bernardus Weerts, abt Sint-Salvator te Antwerpen. (+ 1707),
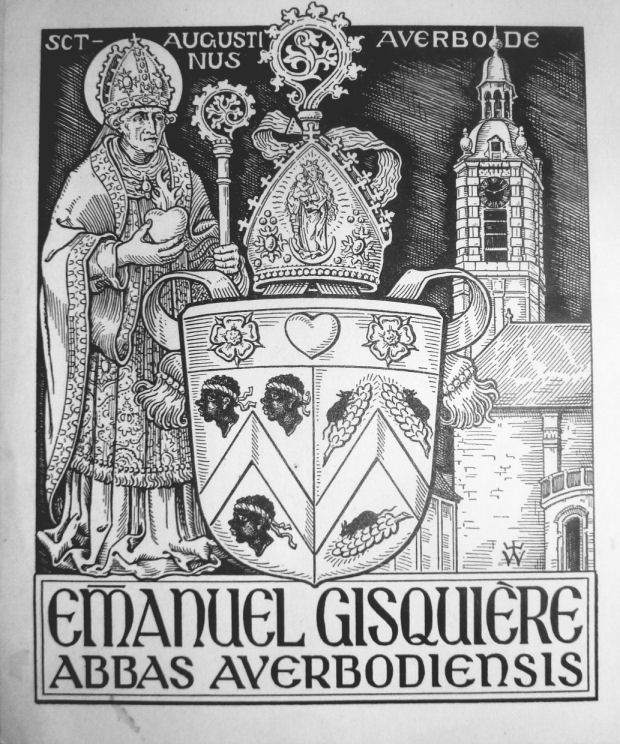
Abt Ghesquiere, Averbode